# Canchim-Rind

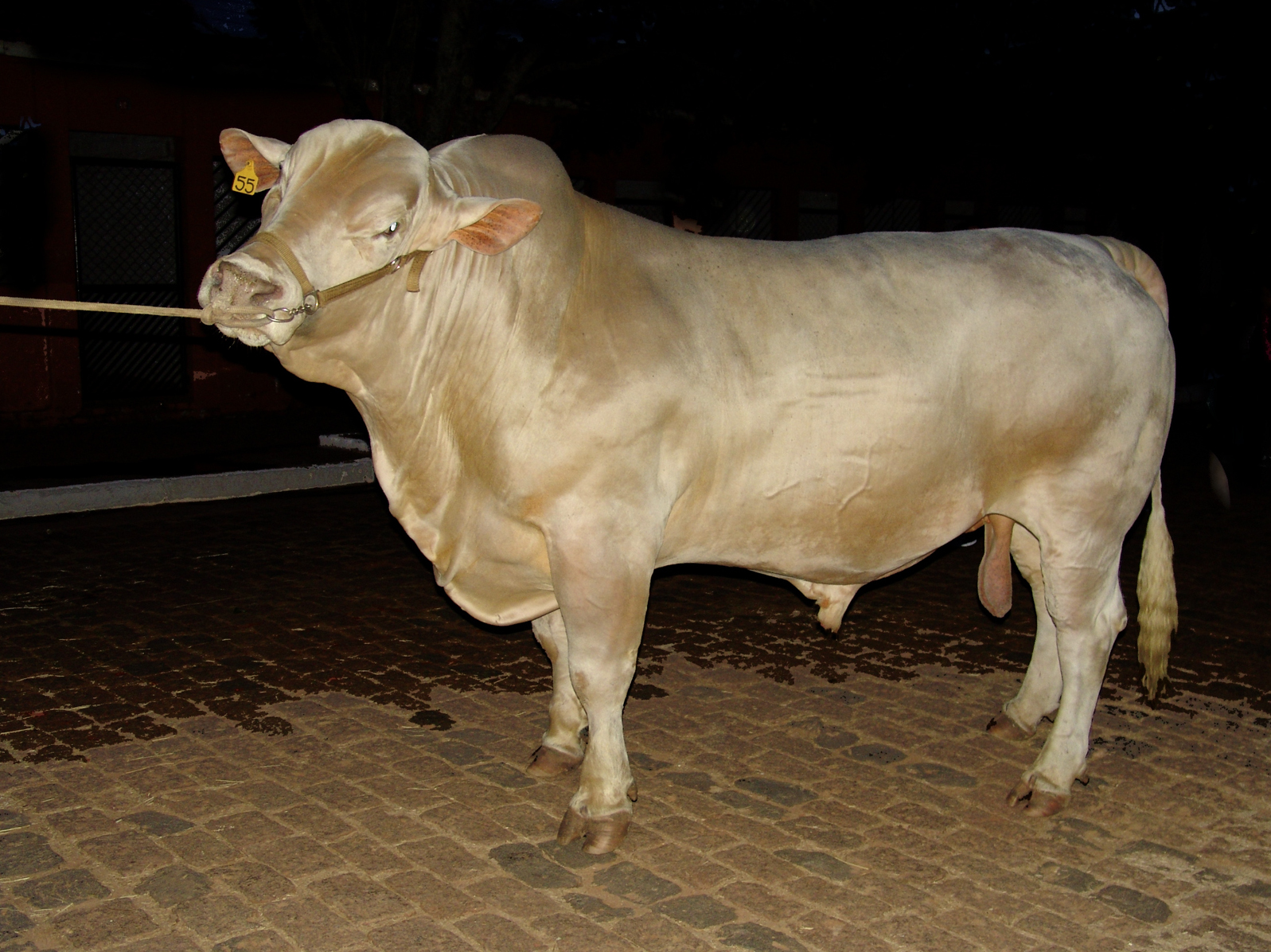
Canchim-Bulle

Das Canchim-Rind ist eine Rinderrasse aus Zentral-Brasilien.
Die Rasse entstand aus einer Kreuzung aus indischen Zebus und Charolais-Rindern, die jeweils im 18. Jahrhundert nach Brasilien eingeführt worden waren.
Zebus sind besser an das brasilianische Klima angepasst als die sehr produktiven europäischen Rinderrassen.